# 341P/Gibbs
Pour les articles homonymes, voir Comète Gibbs.
341P/Gibbs est une comète périodique du système solaire, découverte le 10 septembre 2007 par Alex R. Gibbs.